# Гнесин, Михаил Рувимович
Михаил Рувимович Гнесин (14 февраля 1927, Москва — 5 ноября 1989) — советский конструктор ракетных двигателей, лауреат Ленинской и Государственной премий.

## Биография
Окончил Московский авиационный институт (1949).
С 1949 года и до последних дней жизни (с перерывом 1951—1952) работал в ОКБ-456 (НПО Энергомаш им. академика В. П. Глушко): инженер-конструктор, начальник конструкторской группы (1952), ведущий конструктор (1957), начальник отдела двигателей (1961).
Михаил Рувимович Гнесин окончил Московский Авиационный институт им. С.Орджоникидзе в 1949 году, и в мае того же года поступил на работу в ОКБ-456 (КБ Энергомаш) инженером-конструктором. В 1962 году М. Р. Гнесин защитил кандидатскую диссертацию, и ему была присвоена ученая степень кандидата технических наук, а в 1967 году присуждена ученая степень доктора технических наук.
В 1951—1952 годах начальник группы в КБ предприятия № 186 в Днепропетровске (будущий Южмаш).
С 1957 года руководил разработкой и сдачей в эксплуатацию жидкостных ракетных двигателей, выполненные по схеме без дожигания (РД-214, РД-216, РД-218 и др.). По своим техническим и эксплуатационным характеристикам каждый из этих двигателей обеспечивал достижение качественно нового уровня развития отечественной ракетной техники военного назначения.
Под его руководством созданы двигатели на жидком топливе, выполненные по схеме с дожиганием, включая ЖРД РД-253 для ракеты-носителя тяжёлого класса «Протон», РД-264 и РД-268 для межконтинентальных баллистических ракет Р-36М и МР-УР-100.
Много сил и энергии М. Р. Гнесин отдал созданию уникальных ЖРД, выполненных по схеме с дожиганием, разработка которых начата в КБ Энергомаш с 1961 года. В их числе РД-253 — первый мощный отечественный ЖРД на долгохранимых компонентах топлива по схеме с дожиганием, используемый на I ступени РН «Протон». Много сил он отдал и разработке двигателей с дожиганием для боевых баллистических ракет. Эта работа давалась нелегко и в этих условиях ярко проявилась мощь ведущего конструктора Гнесина, сумевшего отобрать и целенаправленно «пробить» наиболее правильные конструкторские решения, позволившие в итоге выполнить поставленные задачи по разработке мощных двигателей для лучших в мире боевых стратегических ракет. Он творчески участвовал в работах по исследованию влияния особенностей стендов для огневых испытаний мощных ЖРД на возникновение неустойчивого горения в камерах сгорания.
Был ведущим конструктором — разработчиком двигателей РД-170 и РД-171 для космической системы «Энергия-Буран» и ракеты-носителя «Зенит», двигателей РД-251 и РД-252 для ракеты Р-36.
Участник и руководитель работ по созданию двигателей на высококипящем топливе, по исследованию влияния особенностей стендов для огневых испытаний мощных ЖРД на возникновение неустойчивого горения в камерах сгорания.
М. Р. Гнесин был ведущим конструктором разработки двигателей РД-170 и РД-171 для первых ступеней ракетно-космической системы «Энергия-Буран» и РН «Зенит» соответственно. Разработка двигателя (от освоения заново компонентов кислород+керосин, автономной отработки важнейших агрегатов, последующих огневых испытаний ЖРД и т. д.) шла чрезвычайно трудно. Напряженность усиливали пресс высшего руководства отрасли, неверие в успех дела многих специалистов вне Энергомаша. В этих условиях Гнесин сумел сплотить всех участников работы, найти кардинальные решения проблем в освоении производства, создании стендовой базы, разработке и отработке конструкции уникального двигателя.
Создание двигателей РД-170/171 позволило не только обеспечить выполнение задач особой государственной важности, но и открыть дальнейшую широкую перспективу создания целого семейства мощных и эффективных кислородно-керосиновых ЖРД.
Доктор технических наук (1967). Автор учебного пособия «Основные направления развития жидкостных ракетных двигателей и пути их совершенствования (на примере разработок ГДЛ-ОКБ)» (Москва, издательство МАИ, 1992).
Умер 5 ноября 1989 года. Похоронен в Москве на Ваганьковском кладбище (уч. № 14).

## Награды и премии
Государственная премия СССР 1967 года — за большой вклад в создание двигателей РД-253 для ракет-носителей «Протон».
Ленинская премия 1990 года (посмертно) — за большой вклад в создание двигателей РД-170 и РД-171 для многоразовой транспортной космической системы «Энергия-Буран» и ракеты-носителя «Зенит».
Награждён орденом Ленина (1961) и двумя орденами Трудового Красного Знамени (1959, 1976).